# 1743 en science
| Années de la science : 1740 - 1741 - 1742 - 1743 - 1744 - 1745 - 1746    |
| Décennies de la science : 1710 - 1720 - 1730 - 1740 - 1750 - 1760 - 1770 |

Cet article présente les faits marquants de l'année 1743 en science.

## Événements

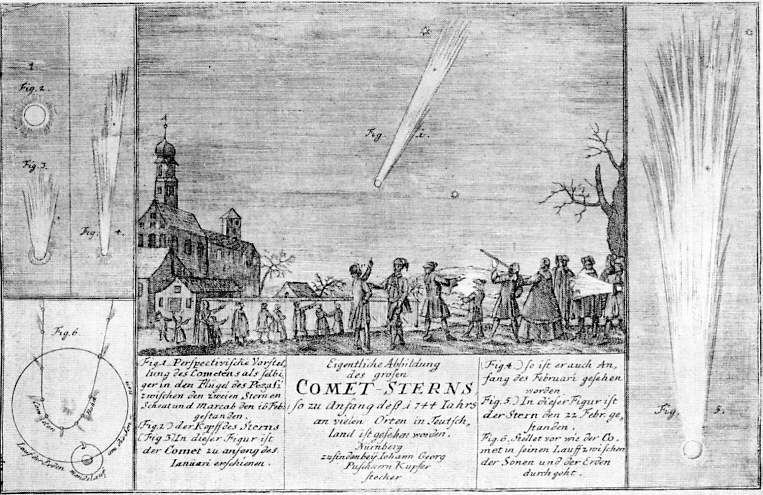
La comète de Cheseaux au-dessus de Nuremberg.

- 19 mai : Jean-Pierre Christin, secrétaire perpétuel de la Société Royale de Lyon, présente un thermomètre à mercure à degré centigrade ascendant à l’assemblée publique de cette académie[1], construit par l’artisan lyonnais Pierre Casati[2]. L'échelle, à l'inverse de celle de Celcius, est divisée en 100 degrés dont le zéro est fixé à la température de la glace fondante et le 100 à celle de l'ébullition de l'eau[3].

- 29 novembre : Jan de Munck à Middelbourg, Dirk Klinkenberg à Haarlem le 9 décembre puis Jean Philippe Loys de Cheseaux à  Lausanne le 13 observent  une grande comète (C/1743 X1)[4].

## Publications
- Jean le Rond D'Alembert : Traité de dynamique (principe de d'Alembert).
- William Hunter : Of the structure and diseases of articulating cartilages, mémoire publié dans les Philosophical Transactions . Il décrit la membrane synoviale soixante ans avant Xavier Bichat[5]. Il est  présenté à la Royal Society de Londres le 2 juin.
- Colin Maclaurin :  Treatise of fluxions, le premier exposé systématique des méthodes de Newton. Dans ce traité, il utilise un cas particulier du théorème de Taylor, qui porte aujourd'hui son nom.
- Nollet : Leçons de physique expérimentale (1743-1748).

## Prix
- Médailles de la Royal Society
  - Médaille Copley : Abraham Trembley

## Naissances

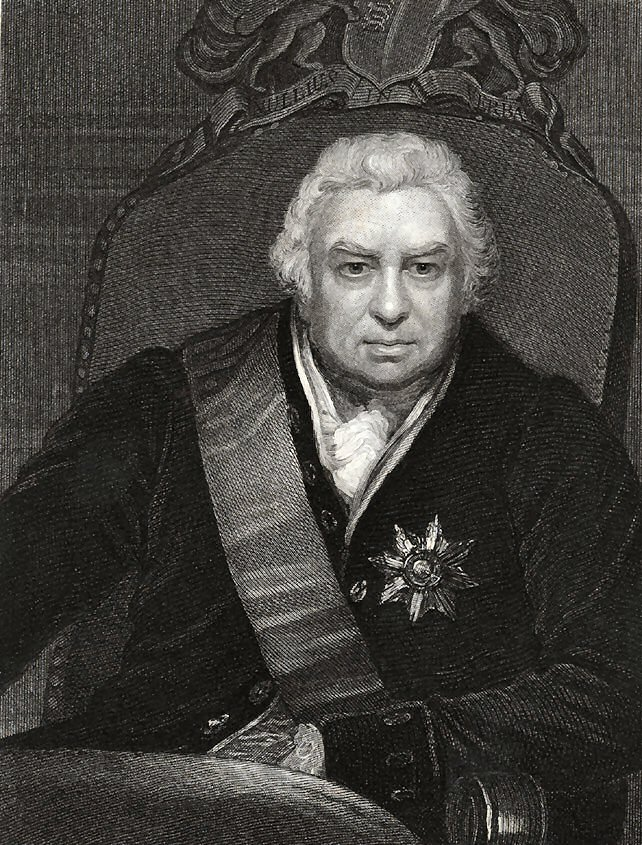
Joseph Banks

- 13 février : Sir Joseph Banks (mort en 1820), naturaliste et botaniste britannique.
- 23 février : Carlo Verri (mort en 1823), homme politique et agronome italien.
- 28 février : René Just Haüy (mort en 1822), minéralogiste français.
- 26 août : Antoine Lavoisier (mort en 1794), chimiste, philosophe et économiste français.
- 4 septembre : Jean-Claude Delamétherie (mort en 1817), naturaliste, minéralogiste, géologue et paléontologue français[6].
- 16 septembre : Jacques-Joseph Juge de Saint-Martin (mort en 1824), agronome français.
- 17 septembre : Nicolas de Condorcet (mort en 1794), philosophe, mathématicien et politologue français.
- 8 novembre :  Johann Christian Ludwig Hellwig (mort en 1831), entomologiste allemand.
- 11 novembre : Carl Peter Thunberg (mort en 1828), naturaliste suédois.
- 1er décembre : Martin Heinrich Klaproth (mort en 1817), chimiste allemand.

- Charles-Pierre Lombard (mort en 1824), apiculteur français

## Décès
- 4 janvier : Anselmo Banduri (né en 1671), archéologue, numismate et bibliothécaire d'origine italienne.
- 2 mai : Christian August Hausen (né en 1693), mathématicien, physicien, astronome allemand.
- 9 juin : Louis Lémery (né en 1677), médecin, botaniste et chimiste français.
- Jane Squire (née en 1686), écrivaine scientifique anglaise